# Acrocercops allactopa
Acrocercops allactopa är en fjärilsart som beskrevs av Edward Meyrick 1916. Acrocercops allactopa ingår i släktet Acrocercops och familjen styltmalar. Inga underarter finns listade i Catalogue of Life.